# Като-Ридж
Като-Ридж (англ. Cato Ridge) — город в Южно-Африканской республике, в провинции Квазулу-Натал. Расположен между Питермарицбургом и Дурбаном, в непосредственной близости от живописной «Долины тысячи холмов» — одной из основных туристических достопримечательностей региона. Город используется многими туристами как отправной пункт для посещения долины, которая известна своими поселениями зулусов — коренного населения провинции Квазулу-Натал. Большинство южноафриканцев ассоциируют Като-Ридж с проводимым ежегодно сверхмарафоном The Comrades, маршрут которого из Дурбана в Питермарицбург пролегает через город.
Город был назван в честь первого мэра г. Дурбана Георга Кристофера Като (1814—1893).
С середины 1980-х до начала 1990-х годов, в Като-Ридже действовал принадлежавший Великобритании химический комбинат по переработке ртутных отходов Thor Chemicals. Комбинат складировал и перерабатывал большое количество токсичных отходов, импортируемых из Великобритании и США, загрязняя окружающую среду региона. Под давлением Гринписа и государственных органов, в 1993 году ввоз токсичных отходов на территорию ЮАР был прекращён. Thor Chemicals считается одним из классических примеров того, как богатые страны использовали страны развивающиеся для переработки токсичных отходов. Импорт отходов не регулировался по причине того, что ЮАР не подписывала соответствующие международные соглашения и конвенции, таким образом оставляя открытой дорогу для ввоза на свою территорию токсичных отходов.